# Escamosal

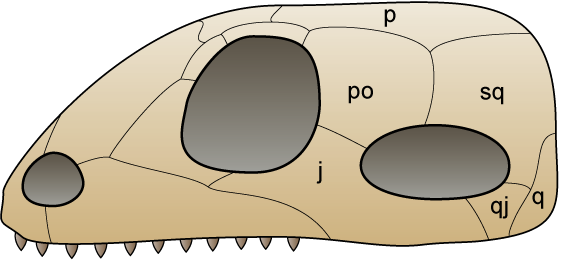
Sq: Escamosal.

El escamosal o escamoso es un hueso que se encuentra en la parte posterior del cráneo en la mayoría de los tetrápodos. Está situado por debajo de los huesos parietales. En muchos mamíferos, el escamosal forma parte de neurocráneo, pero en los primates, incluyendo al hombre, este hueso se fusiona a los huesos timpánico y petroso, y forma parte del hueso temporal, denominandose pars squamosa.
La característica definitoria de los mamíferos, a nivel esquelético, es que el hueso dentario (maxilar inferior) se articula con el escamosal.